# Ring Ring (píseň)
Ring Ring je skladba nahrána v roce 1973 švédskou hudební skupinou ABBA, jejíž vydání znamenalo pro kapelu pozitivní zlom v několika evropských zemích. Byla složená autorskou dvojicí Benny Andersson, Björn Ulvaeus, na textu k písni spolupracoval také manažer Stig Anderson. Na překladu do angličtiny se podíleli Neil Sedaka a Phil Cody. Švédská verze dosáhla na 1. místo v domácí hitparádě, anglická pak vrcholu v belgické hitparádě.

## Seznam skladeb
Švédská verze
A. Ring Ring (Bara Du Slog En Signal)
B. Åh vilka tider
Anglická verze
A. Ring Ring
B. Rock'n Roll Band
Anglická verze (švédský singl)
A. Ring Ring (anglická verze)
B. She's Just My Kind Of Girl
Německá verze
A. Ring Ring (německá verze)
B. Wer Im Wartesaal Der Liebe Steht

## Pořadí v hitparádě (švédská a anglická verze)
| Hitparáda (1973)                 | Pořadí                               |
| -------------------------------- | ------------------------------------ |
| Australská singlová hitparáda    | 92 (původně) 7 (reedice 1976)        |
| Rakouská singlová hitparáda      | 2                                    |
| Belgická singlová hitparáda      | 1                                    |
| Britská singlová hitparáda       | 32                                   |
| Nizozemská singlová hitparáda    | 5                                    |
| Francouzská singlová hitparáda   | 82                                   |
| Novozélandská singlová hitparáda | 17                                   |
| Norská singlová hitparáda        | 2                                    |
| Rhodéská singlová hitparáda      | 12                                   |
| Jihoafrická singlová hitparáda   | 3                                    |
| Švédská singlová hitparáda       | 1 (švédská verze) 2 (anglická verze) |